# SN 2010gs
SN 2010gs – supernowa typu II odkryta 1 sierpnia 2010 roku w galaktyce M-01-53-07. W momencie odkrycia miała maksymalną jasność 16,60m.